# Aliança per al Progrés

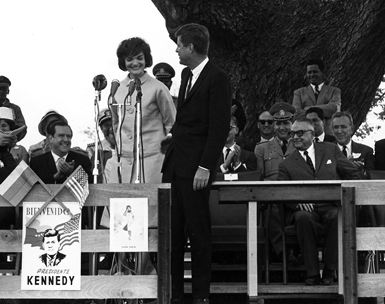
John Fitzgerald Kennedy a Veneçuela el 1961, any en el qual es va signar aquest tractat.

L'Aliança per al Progrés va ser un pla d'ajuts econòmics dels Estats Units d'Amèrica vers Llatinoamèrica, de deu anys de durada, mitjançant el qual s'haurien d'establir noves relacions entre aquestes dues entitats, permetre l'ampliació de les exportacions nord-americanes, a més de consolidar una forta classe mitjana a la regió. Amb moltes similituds amb el Pla Marshall dut a terme després de la Segona Guerra Mundial, aquest pla no va assolir, finalment, tots els objectius declarats.
L'Aliança per al Progrés va obtenir alguns èxits els primers cinc anys d'implementació, però quan Kennedy fou assassinat ja era totalment insuficient. El pla tenia un pressupost de mil milions de dòlars en forma de donatius i destinat, en principi, per a satisfer les necessitats fonamentals dels pobladors més pobres de Llatinoamèrica, però també va acabar destinat al finançament de la contrainsurgència.
La mort de Kennedy va trencar molt de l'impuls inicial de l'Aliança per al Progrés. També es va descobrir que els diners aportats no eren suficients per a impulsar les economies llatinoamericanes. Finalment, tampoc no van estar clars els objectius d'aquest pla als que haurien de continuar-lo, perquè per a molts era considerat com una eina per a combatre l'avanç del comunisme al pati del darrere dels EUA, i va servir fins i tot per a finançar les distintes dictadures que van governar la regió durant bona part de la dècada de 1970.